# David Oyelowo
David Oyelowo, född 1 april 1976 i Oxford, är en brittisk skådespelare.
Oyewolo föddes i Storbritannien och växte upp omväxlande där och i Nigeria. Han är utbildad vid London Academy of Music and Dramatic Art och blev den första svarta skådespelaren att porträttera en kung i en Shakespeare-pjäs vid Royal Shakespeare Company. Han har bland annat medverkat i tv-serien Spooks och i långfilmer som The Last King of Scotland (2006), Apornas planet: (r)evolution (2011), Jack Reacher (2012), The Butler (2013) och Selma (2014).
Sedan 1998 är han gift med skådespelaren Jessica Oyelowo och tillsammans har de fyra barn. Familjen är bosatt i Los Angeles.

## Filmografi i urval
- 2002–2004 – Spooks (TV-serie) (26 avsnitt)
- 2005 – A Sound of Thunder
- 2005 – The Best Man
- 2005 – Derailed
- 2006 – As You Like It
- 2006 – The Last King of Scotland
- 2008 – Who Do You Love?
- 2009 – Rage
- 2010 – Glenn Martin, DDS (TV-serie)
- 2011 – Niceville
- 2011 – Apornas planet: (r)evolution
- 2011 – 96 Minutes
- 2012 – Red Tails
- 2012 – The Paperboy
- 2012 – Jack Reacher
- 2012 – Lincoln
- 2013 – The Butler
- 2014 – Interstellar
- 2014 – A Most Violent Year
- 2014 – Selma
- 2014–2015 – Star Wars Rebels (TV-serie)
- 2015 – Hot Pursuit
- 2015 – Nina Simone
- 2015 – Captive
- 2016 – A United Kingdom
- 2020 – Pelle Kanin 2 – På rymmen
- 2023 – Silo (TV-serie)
- 2025 – Government Cheese (TV-serie)